# ニキータ・グラスコフ
ニキータ・ユリエビッチ・グラスコフ（露: Никита Юрьевич Глазков、英: Nikita Yuryevich Glazkov、1992年4月16日 - ）は、ロシアのフェンシング（エペ）選手。2020年東京オリンピック男子エペ団体銀メダリスト。

## 経歴
1992年4月16日にモスクワにて誕生。フェンシングに興味を持ったのは9歳の時だったことが知られている。最初に指導したコーチはトカレンコ・ニコライ・イワノビッチ。
ニキータはユース大会で大きな成功を収めた。若者の間では2度の世界チャンピオン、カザンの23歳未満の若者の間でヨーロッパのチャンピオン、中国の深圳市で開催された2011年のユニバーシアードのチャンピオンになった。
2012年11月23日、プロスポーツ選手として競技を開始した。スモレンスクのロシアカップで、9位になった。
2014年、フェンシングのロシア代表チームに加入。
2015年、ロシアカップで金メダルを獲得し、サラトフで行われたロシア選手権で銀メダルを獲得した。
2016年には、スイスのベルンとヨーロッパで開催されたクープ・デュ・モンドで優勝した。
2018年、ロシアカップと全国選手権の2つの銀メダルを獲得した。その後も世界選手権と欧州選手権で銅メダルを獲得。
2019年、全ロシアのスポーツ大会で優勝し、パリで開催されたチャレンジSNCFレゾーで2位になり、ロシアカップで銀メダルを獲得した。ロシア代表チームの一員として、デュッセルドルフでヨーロッパチャンピオンになった。
2020年の全ロシアスポーツ大会で、彼は2位と3位になった。